# Marija Szatałowa
Marija Szatałowa lub Mariya Shatalova (ukr. Марія Шаталоваur. 3 marca 1989) – ukraińska lekkoatletka specjalizująca się w biegu na 3000 metrów z przeszkodami.
W 2008 zajęła dziesiątą lokatę podczas mistrzostw świata juniorów, a w 2011 została brązową medalistką młodzieżowych mistrzostw Europy. Medalistka mistrzostw Ukrainy oraz reprezentantka kraju w drużynowych mistrzostwach Europy.
Rekordy życiowe: bieg na 1500 metrów – 4:15,21 (8 października 2015, Mungyeong); bieg na 3000 metrów z przeszkodami – 9:30,89 (13 sierpnia 2016, Rio de Janeiro).

## Osiągnięcia
| Rok  | Impreza                                 | Miejsce        | Lokata      | Wynik    |
| ---- | --------------------------------------- | -------------- | ----------- | -------- |
| 2008 | Mistrzostwa świata juniorów             | Bydgoszcz      | 10. miejsce | 10:16,54 |
| 2010 | Superliga drużynowych mistrzostw Europy | Bergen         | 11. miejsce | 10:08,13 |
| 2011 | Młodzieżowe mistrzostwa Europy          | Ostrawa        | 3. miejsce  | 9:48,22  |
| 2012 | Mistrzostwa Europy                      | Helsinki       | eliminacje  | 10:15,69 |
| 2015 | Mistrzostwa świata                      | Pekin          | eliminacje  | 9:36,87  |
| 2015 | Światowe wojskowe igrzyska sportowe     | Mungyeong      | 4. miejsce  | 9:51,26  |
| 2016 | Igrzyska olimpijskie                    | Rio de Janeiro | eliminacje  | 9:30,89  |
| 2017 | Mistrzostwa świata                      | Londyn         | eliminacje  | 9:54,21  |